# Martin Ivanetič
Martin Ivanetič, slovenski učitelj, * 16. januar, 1797, Metlika, † 15. september 1881, Ljubljana.

## Življenje in delo
Rodil se je očetu Martinu st. in materi Barbari (rojena Malešič).
Ivanetič je obiskoval tedaj slovečo dvorazrednico v Ribnici (1810–1811), dokončal gimnazijo in licej v Ljubljani ter študiral pedagogiko. Od 1820 je bil učitelj (od 1823 obenem ravnatelj) na glavni šoli v Postojni, od novembra 1829 do upokojitve avgusta 1872 pa na ljubljanski normalki, oziroma zadnji dve leti na novo ustanovljeni vadnici, kjer je v najvišjem razredu poučeval slovenščino, nemščino in matematiko. Slovel je kot eden najboljših ljubljanskih učiteljev starega kova; posebno v nemščini so si pridobili njegovi učenci trdno podlago za srednje šole. V predmarčni dobi je sestavil za učitelje in učence originalno zasnovano delo, ki ga odlikuje temeljito znanje nemške slovnice ter stroga logična in metodična zgradba: Elementarische Satzlehre als theoretisch-praktische Anleitung zu schriftlichen Aufsätzen, I. Teil (Lj. 1842) in Vollständige theoretisch-praktische Interpunctionslehre. II. Teil elementarischer Satzlehre (Lj. 1846, 2. izd. 1847). Za zasluge na šolskem področju mu je ljubljanska občina ob njegovi 50. letnici učiteljevanja podelila naziv častnega meščana (1870).